# Declivi de l'Imperi Romà d'Orient

Mapa del canvis territorials de l'Imperi Romà d'Orient. Les dates que s'hi mostren són:
476 (caiguda de l'Imperi Romà d'Occident; deposició de Basilisc i restauració de Zenó);
550 (reconquestes occidentals de Justinià I; Regne dels Ostrogots);
717 (regnat de Lleó III; segon setge àrab de Constantinoble);
867 (inici del regnat de Basili I);
1025 (mort de Basili II i inici del regnat de Constantí VIII);
1095 (Aleix I Comnè demana ajut a Occident contra els turcs seljúcides);
1170 (aliança entre Amalric I i Manuel I Comnè);
1270 (regnat de Miquel VIII); i
1400 (fase final de les guerres romano-otomanes).

L'Imperi Romà d'Orient passà per diversos cicles de creixement i deterioració al llarg de gairebé un mil·lenni, incloent-hi grans pèrdues durant les conquestes àrabs del segle vii. Tanmateix, la majoria d'historiadors moderns situen l'inici del seu declivi terminal al segle xi.
Al segle xi, l'Imperi patí una gran catàstrofe quan perdé gran part dels seus territoris centrals a Anatòlia a mans dels turcs seljúcides després de la batalla de Mantziciert i la guerra civil posterior. Alhora, l'Imperi perdé els seus últims territoris a Itàlia a mans del regne normand de Sicília i rebé atacs repetits contra els seus territoris als Balcans. Davant d'aquesta situació l'emperador Aleix I Comnè demanà ajut a Occident, petició que desembocaria en la Primera Croada. Tanmateix, les concessions econòmiques a les repúbliques italianes de Venècia i Gènova afebliren el control de l'Imperi sobre les seves pròpies finances, especialment a partir del segle xiii, mentre que les tensions amb Occident conduïren al saqueig de Constantinoble per les forces de la Quarta Croada el 1204 i la posterior partició de l'imperi.
Tot i que diversos estats successors petits sobrevisqueren i aconseguiren reconquerir Constantinoble el 1261, l'Imperi havia quedat molt tocat. A llarg termini, la puixança dels turcs a Anatòlia es plasmà en el sorgiment de l'Imperi Otomà, que en poc temps conquerí els antics territoris centrals de l'Imperi Romà d'Orient durant els segles xiv i xv, culminant en la caiguda de Constantinoble en mans de l'exèrcit del soldà Mehmet II el 1453.